# Elecciones municipales de Huaraz de 1983
Las elecciones municipales de Huaraz de 1983 se llevaron a cabo el 13 de noviembre de 1983 para elegir al alcalde y al Concejo Provincial de Huaraz para el periodo 1984-1986. La elección se celebró simultáneamente con elecciones municipales en todo el país.

## Sistema electoral
La Municipalidad Provincial de Huaraz es el órgano administrativo y de gobierno de la provincia de Huaraz. Está compuesta por el alcalde y el Concejo Provincial.
La votación del alcalde y el concejo se realiza en base al sufragio universal, que comprende a todos los ciudadanos nacionales mayores de dieciocho años, empadronados y residentes en la provincia de Huaraz y en pleno goce de sus derechos políticos, así como a los ciudadanos no nacionales residentes y empadronados en la provincia de Huaraz.
El Concejo Provincial de Huaraz está compuesto por 19 regidores elegidos por sufragio directo para un período de tres (3) años, en forma conjunta con la elección del alcalde (quien lo preside). La votación es por lista cerrada y bloqueada. Se asigna a la lista ganadora los escaños según el método d'Hondt o la mitad más uno, lo que más le favorezca.

## Composición del Concejo Provincial de Huaraz
La siguiente tabla muestra la composición del Concejo Provincial de Huaraz antes de las elecciones.
| Partidos | Partidos                  | Regidores |
| -------- | ------------------------- | --------- |
|          | Izquierda Unida           | 8         |
|          | Acción Popular            | 7         |
|          | Partido Aprista Peruano   | 3         |
|          | Partido Popular Cristiano | 1         |

## Partidos y candidatos
A continuación se muestra una lista de los principales partidos y alianzas electorales que participaron en las elecciones:
| Candidatura | Candidatura | Partidos y alianzas | Candidatos | Candidatos              | Ideología                                                | Resultado previo | Resultado previo | Ref. |
| Candidatura | Candidatura | Partidos y alianzas | Candidatos | Candidatos              | Ideología                                                | Votos (%)        | Reg.             | Ref. |
| ----------- | ----------- | --- | ---------- | ----------------------- | -------------------------------------------------------- | ---------------- | ---------------- | ---- |
|             | IU          | Lista - Izquierda Unida (IU) – Unión de Izquierda Revolucionaria (UNIR) – Unidad Democrático Popular (UDP) – Partido Socialista Revolucionario (PSR) – Partido Comunista Revolucionario (PCR) – Partido Comunista Peruano (PCP) – Frente Obrero Campesino Estudiantil y Popular (FOCEP) |            | Julio Gonzales Ríos     | Marxismo-leninismo Mariateguismo Socialismo democrático  | 40.62%           | 8                |      |
|             | AP          | Lista - Acción Popular (AP) |            | Julio Núñez Núñez       | Humanismo Nacionalismo cívico Reformismo                 | 33.66%           | 7                |      |
|             | APRA        | Lista - Partido Aprista Peruano (APRA) |            | Ricardo F. Ramírez      | Aprismo                                                  | 17.77%           | 3                |      |
|             | PPC         | Lista - Partido Popular Cristiano (PPC) |            | Carlos Torres Lombardi  | Conservadurismo social Humanismo Democracia cristiana    | 7.95%            | 1                |      |
|             | MBH         | Lista - Movimiento de Bases Hayistas (MBH) |            | Hilario Blácido Camones | Socialdemocracia Conservadurismo social Antiimperialismo | Nuevo            | Nuevo            |      |
|             | IND         | Lista - Lista Independiente N° 3 Nacionalista |            | Faustino López González | Localismo huaracino                                      | Nuevo            | Nuevo            |      |

## Resultados

### Sumario general
|                        |                                       |              |              |              |           |           |
| Partidos y coaliciones | Partidos y coaliciones                | Voto popular | Voto popular | Voto popular | Regidores | Regidores |
| Partidos y coaliciones | Partidos y coaliciones                | Votos        | %            | ±pp          | Total     | +/−       |
|                        | Izquierda Unida (IU)                  | 5,696        | 32.20        | –8.42        | 11        | +3        |
|                        | Partido Aprista Peruano (APRA)        | 5,686        | 32.14        | +14.37       | 4         | +1        |
|                        | Partido Popular Cristiano (PPC)       | 2,892        | 16.35        | +8.40        | 2         | +1        |
|                        | Acción Popular (AP)                   | 2,816        | 15.92        | –17.74       | 2         | –5        |
|                        | Movimiento de Bases Hayistas (MBH)    | 318          | 1.80         | Nuevo        | 0         | ±0        |
|                        | Lista Independiente N° 3 Nacionalista | 284          | 1.61         | n/a          | 0         | ±0        |
|                        |                                       |              |              |              |           |           |
| Total                  | Total                                 | 17,692       |              |              | 19        | ±0        |
|                        |                                       |              |              |              |           |           |
| Votos válidos          | Votos válidos                         | 17,692       | 70.89        | –6.18        |           |           |
| Votos en blanco        | Votos en blanco                       | 1,658        | 6.64         | +0.65        |           |           |
| Votos nulos            | Votos nulos                           | 5,608        | 22.47        | +5.53        |           |           |
| Votos emitidos         | Votos emitidos                        | 24,958       | 62.38        | –6.30        |           |           |
| Abstenciones           | Abstenciones                          | 15,051       | 37.62        | +6.30        |           |           |
| Votantes registrados   | Votantes registrados                  | 40,009       |              |              |           |           |
|                        |                                       |              |              |              |           |           |
| Fuente:                |                                       |              |              |              |           |           |

## Elecciones municipales distritales

### Resultados por distrito
La siguiente tabla enumera el control de los distritos de la provincia de Huaraz. El cambio de mando de una organización política se resalta del color de ese partido.
| Distrito    | Alcalde(sa) titular      | Partido político | Partido político          | Alcalde(sa) electo(a)   | Partido político | Partido político        |
| ----------- | ------------------------ | ---------------- | ------------------------- | ----------------------- | ---------------- | ----------------------- |
| Cochabamba  | Glicerio Rodríguez Loli  |                  | Partido Aprista Peruano   | Eladio León Colonia     |                  | Partido Aprista Peruano |
| Colcabamba  | Medardo Quintana Obregón |                  | Acción Popular            | Sergio Luna Colonia     |                  | Acción Popular          |
| Huanchay    | Teótimo García Mendoza   |                  | Lista Independiente N° 22 | Sabino Molina Guillermo |                  | Acción Popular          |
| Jangas      | Julio Castro Veramendi   |                  | Acción Popular            | Víctor Uribe Uribe      |                  | Partido Aprista Peruano |
| La Libertad | Bonifacio Loli Osorio    |                  | Izquierda Unida           | Bonifacio Loli Osorio   |                  | Izquierda Unida         |
| Olleros     | Emilio León Reyes        |                  | Izquierda Unida           | Nicéforo de la Cruz R   |                  | Izquierda Unida         |
| Pampas      | Bernabé Coral Alegre     |                  | Acción Popular            | Moisés Tamara Castro    |                  | Partido Aprista Peruano |
| Pariacoto   | César Terry Alegre       |                  | Acción Popular            | César Terry Alegre      |                  | Acción Popular          |
| Pira        | Manuel Mautino Espinoza  |                  | Partido Popular Cristiano | Juan López Vargas       |                  | Partido Aprista Peruano |
| Tarica      | Emilio Quiroz Montes     |                  | Izquierda Unida           | Osterling Obregón Ríos  |                  | Acción Popular          |